# Comité olympique du Népal
Le Comité olympique du Népal est le comité national olympique du Népal. Fondé en 1962, il représente le Népal et ses équipes sportives.